# Sperry (Oklahoma)
Pour les articles homonymes, voir Sperry.
Sperry est une ville du comté de Tulsa en Oklahoma.
Sa population était de 1206 habitants en 2010, alors qu'elle n'était que de 937 en 1990.